# 平川村 (山口県)
平川村（ひらかわそん）は、かつて山口県吉敷郡に存在した村である。地名の由来は、平井の｢平｣と黒川の｢川｣から。
出身著名人に寺内正毅がいる。
1944年（昭和19年）4月1日に周辺9市町村との新設合併により山口市となって消滅した。

## 歴史
- 1889年（明治22年）4月1日 - 町村制の施行により、平井村・黒川村の区域をもって発足。
- 1944年（昭和19年）4月1日 - 山口市・大歳村・秋穂二島村・名田島村・陶村・小郡町・嘉川村・阿知須町・佐山村と合併し、改めて山口市が発足。同日平川村廃止。

## 字

### 黒川地区
- 福良

## 現況
平川村は合併後山口市の一地域（平川地区）となっている。1970年代以降、吉田地区に山口大学（本部キャンパス）が移転したことにより、学生を中心に若者が多く暮らすエリアとなっている。